# Ambae
Ambae ist eine Insel der südwestpazifischen Neuen Hebriden und Teil der Inselrepublik Vanuatu. Sie ist eine der drei Hauptinseln der Provinz Penama sowie die sechstgrößte Insel des Landes und hat eine Fläche von 402 km².
Bis zur Unabhängigkeit von Vanuatu (1980) hieß die Insel Aoba.
11.600 Bewohner wurden bis 5. Oktober 2017 von der Insel evakuiert, da ein stärkerer Vulkanausbruch befürchtet wurde. Der Vulkan Manaro Voui war Anfang September 2017 aktiv geworden.
Per 14. August 2018 wurden die mehr als 11.000 Bewohner erneut von Ambae – auf zwei Nachbarinseln – evakuiert, da ein Ausbruch des Vulkans am Manaro-Krater befürchtet wird.

## Geografie
Ambae liegt 50 Kilometer östlich von Espiritu Santo und jeweils 25 Kilometer südwestlich von Maéwo bzw. nordwestlich der Pentecost-Insel. Die Insel ist von ovaler Form mit einer Länge (Nordost nach Südwest) von etwa 38 Kilometern und einer Breite von durchschnittlich 16 Kilometern. Sie ist im Landesinneren dicht bewaldet und wird vom zentral gelegenen 1496 Meter hohen Schildvulkan Lombenben, der vereinzelt auch noch Aoba genannt wird, beherrscht. Der basaltische Vulkan ist mit einem Volumen von 2500 Kubikkilometern der massereichste des Archipels der Neuen Hebriden. Der Gipfel wird von drei Kraterseen gebildet mit einem Durchmesser von bis zu 6 km. Die zwei Gipfelkrater Lake Voui und Lake Manaro Ngoru entstanden bei einem Ausbruch vor 360 Jahren. Am 27. November 2005 begann eine Asche- und Dampferuption, welche zu Evakuations-Vorbereitungen der Bevölkerung sowie von zwei Spitälern führte. Am 8. Dezember wurde der Ausbruch intensiver, was zur Evakuierung von 5000 Bewohnern der Insel führte. Ein weiterer Vulkanausbruch fand 2006 statt.
Im Zuge erneuter Vulkanaktivitäten des Manaro-Kraters, die Anzeichen einer bevorstehenden stärkeren Eruption sein könnten, ordnete am 28. September 2017 die Regierung Vanuatus die Evakuierung sämtlicher Bewohner von Ambae an.
Ambae hat etwa 11.000 Einwohner, die in kleinen Dörfern vornehmlich an der Westküste leben. Hauptort der Insel und der gesamten Provinz Penama ist Longana im Norden. Dort und an zwei weiteren Stellen von Ambae befinden sich einfache Start- und Landebahnen für Kleinflugzeuge.

## Gesellschaft
Zur traditionellen (Bislama kastom) Musik gehören drei unterschiedlich große, waagrecht gespielte Schlitztrommeln. In den Trommelensembles dingidingi im Osten und tingitingi im Westen der Insel gibt die größte Schlitztrommel ratahigi den Rhythmus vor. Das dingidingi-Ensemble tritt bei der Schweinetötungszeremonie na huqe, einem Übergangsritus auf.

## Gliederung
Die traditionellen Distrikte der Insel sind (im Uhrzeigersinn, beginnend im Westen):
- Walaha
- Nduindui
- Vuinikalato
- Lombaha
- Lolovinue
- Longana
- Lolovoli
- Lolokaro